# Ropoča
Ropoča – wieś w Słowenii, w gminie Rogašovci. W 2018 roku liczyła 204 mieszkańców.